# Казанлик
Казанлик, до 1944 р. Казанлук (болг. Казанлък, тур. Kazanlık) — місто в центральній Болгарії, адміністративний центр однойменної общини в Старозагорський області. Населення становить 45 367 осіб, що займає 2-е місце в області і 20-е місце в країні. Казанлик також є другим за величиною необласним містом в Болгарії після Асеновграда.
Казанлик — центр долини троянд. Місто має найбільшу і найкраще збережену в країні фракійську гробницю, включену до списку ЮНЕСКО, як і Музей троянд. Неподалік знаходиться древнє місто Севтополіс і Долина фракійських царів.

## Географія

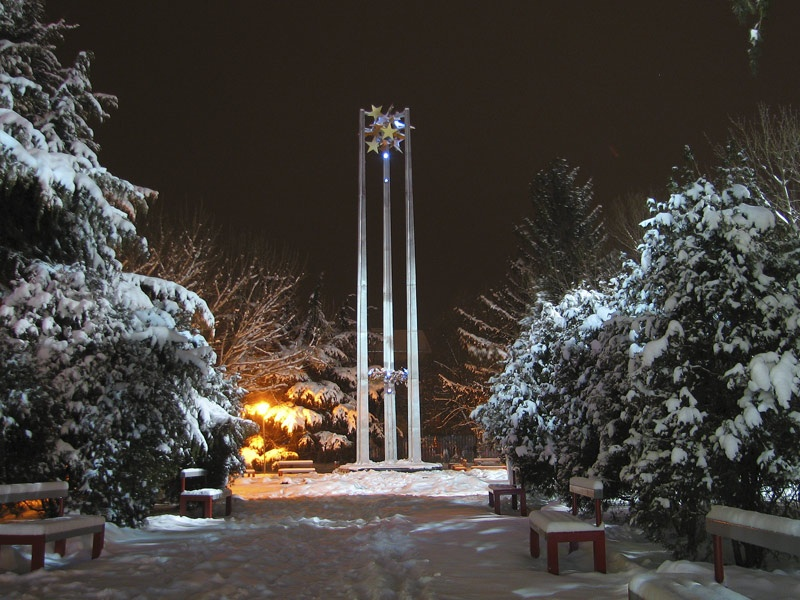
Казанлик взимку

Казанлик розташований у долині Казанлик, яка є частиною підбалканської долини. У Казанлику проходить європейський транспортний коридор № 9. Казанлик розташований за 194 км на схід від Софії, за 185 км на захід від Бургаса, за 36 км на північний — захід від м Стара Загора, за 114 км на північний — схід від Пловдива та за 320 км на південний — захід від Варни. Казанлик перетинають дороги Софія — Бургас та Стара Загора — Велико-Тирново. Поблизу знаходиться Національний бальнеологічний комплекс у місті Павел Баня.
Казанлык є важливим транспортним, діловим, науковим, культурним, комерційним і оздоровчим центром, який впливає не тільки на общину, але і на Стару Загору та Південно- центральний регіон.

### Клімат
Клімат перехідно-континентальний, з більшою кількістю сонячних днів, з середньорічною температурою 10,7 градусів Цельсія. Літо помірно тепле, дощі випадають рідко, а зима м'яка, з рідкими снігопадомами. Середня температура січня вище 0 градусів, у липні середня температура 23 градуси за Цельсієм.

## Населення
Населення Казанлика в 2010 році становило 54 357 осіб. Це становить 22,4 % населення Старозагорської області. 68 % населення общини зосереджено в Казанлику. Співвідношення між статями становить 100 чоловіків і 107 жінок. Рівень безробіття в общині Казанлик становить 7,14 %, що нижче середнього по країні та регіону. Щільність населення становить 140 осіб км².
| Рік       | 1926   | 1928   | 1935   | 1936   | 1940   | 2007  | 2010   |
| Населення | 11 780 | 12 500 | 15 276 | 15 629 | 18 459 | 57585 | 54 357 |

## Історія

### Історія міста

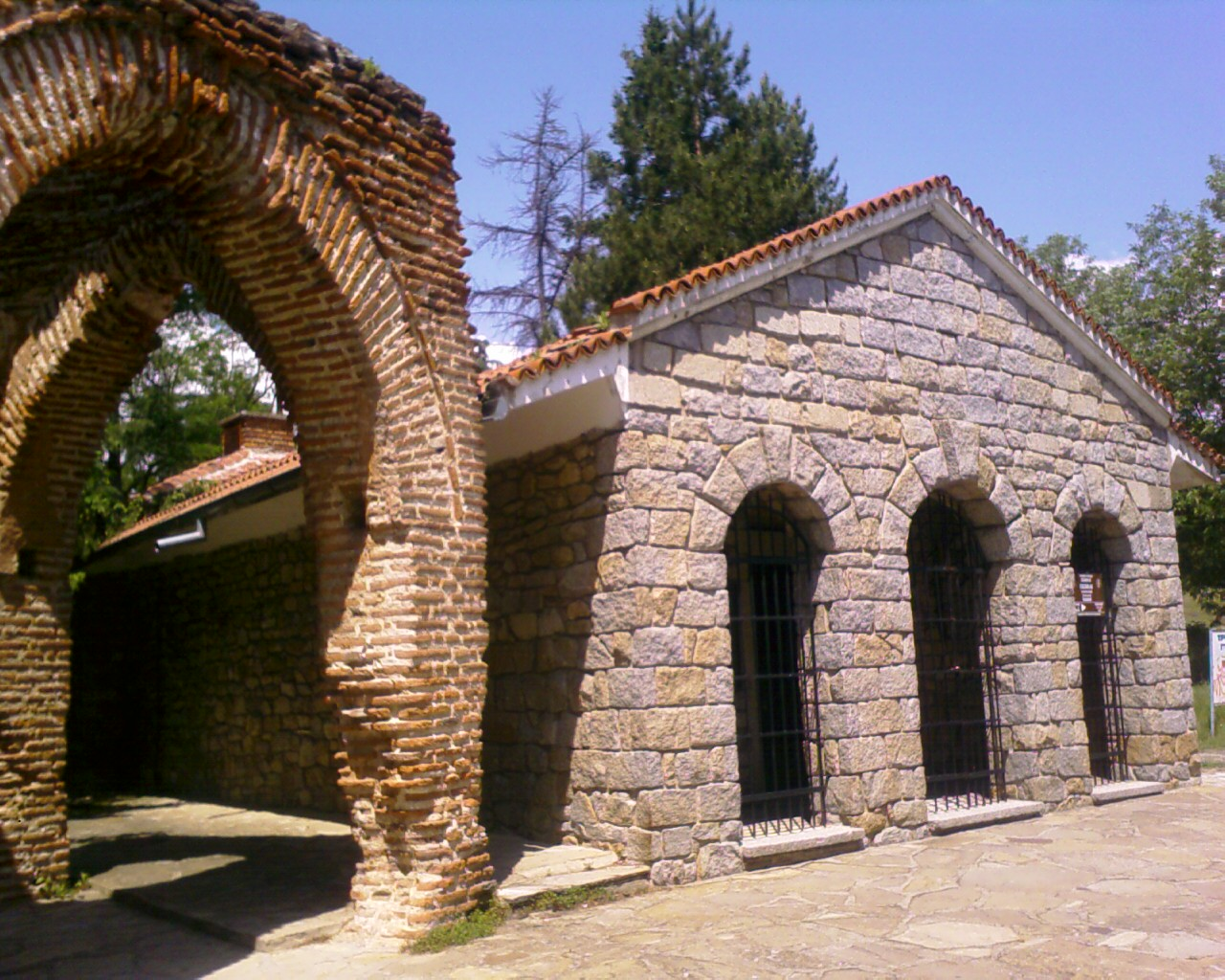
Фракійська гробниця

Перше поселення на території сьогоднішнього міста виникло в період нового кам'яного віку (неоліту). Протягом енеоліту і бронзового віку життя селища триває. У V—IV ст. до н. е. фракійське місто Севтополіс, назване на честь фракійського царя Севта I, стало столицею фракійської Одриської держави — багатої цивілізації в долині стародавнього Тонзоса — сучасної річки Тунджа. Сьогодні місто розташоване під водою водосховища Копринка, на 5 км на захід від міста. Місто було виявлено під час будівельних робіт на греблі. Археологічні розкопки в 1948—1954 роках очолюють проф. Д. П. Димитров і проф. М. Чичікова. З того часу було виявлено 12 гробниць, які дають прекрасну картину про фракійське життя. На території общини є свідчення про походи Олександра Великого і Пилипа Македонського. За короткий час з'явилялися також грецькі, кельтські і перські завойовники.
Багато артефактів, знайдених у Долині троянд, що датуються римськими часами. З тих пір вперше зрозуміло, що в цій місцевості вирощували троянди. Більш ніж 20 різновидів троянд описані в «Плінійському трактаті». Один з цих сортів називають фракійською трояндою. Троянда вигравіювана на одній з фракійських монет. Казанлийський край входить до Першого Болгарського царства в 815 році, після укладення 30-річного договору між ханом Омуртагом і Візантією.
Казанлик зародився наприкінці XIV століття на лівому березі річки Стара після того, як османи зруйнували болгарське поселення на правому березі. До кінця XIX століття місто було відоме виробництвом трояндової олії та інших ефірних олій. На територію навколо Казанлика олієносні троянди транспортуються з Індії через Персію, Сирію і Малу Азію, де знаходять сприятливі умови для розвитку — високу вологість, відповідну температуру і легкі піщані, бурі лісові ґрунти. У Казанлику був створений перший будинок з трояндових олій Дончо Папазовим в 1820 р. Казанлик став центром виробництва троянд у Болгарії, а Казанлицька трояндова олія завоювала золоті медалі на виставках у Лондоні, Філадельфії, Парижі, Мілані та Антверпені.
Після Визволення Болгарії від турецького ярма ремесла впали через втрату ринків у величезній Османській імперії і почався сучасний розвиток міста. Під час російсько-турецької визвольної війни Казанлик був центром запеклих боїв. Після визволення в місті дуже добре розвивалася текстильна промисловість. На території міста є військовий завод «Арсенал» і завод «Капроні», який виробляв запчастини дл літаків з 1930 по 1945 рр. З 1961 р. на сьогоднішній день — гідравлічний насосний завод).
У 2004 році проф. Георгій Китов виявляє в кургані біля Шипки золоту маску Тереса I і бронзову голову Севта III. Це значне відкриття визначає постійний приплив туристів до Казанлика.
У ранньонеолітному поселенні в проф. Златозар Боєв (палеоорнітолог) виявив кісткові залишки 8 видів птахів — тетерука (Tetrao tetrix), дрохви (Otis tarda), журавля сірого (Grus grus), лебедя-шипуна (Cygnus olor), беркута (Aquila chrysaetos), глушця (Tetrao urogallus), пугача (Bubo bubo) і сірої ворони (Corvus cornix). Перші 3 види зникли з країни, а знахідка Тетрева є першим доказом приналежності цього цінного мисливського птаха до орнітофауни Болгарії.

### Походження назви
Нинішня назва Казанлика бере свій початок від турецької Акче Кизанлар (білі дівчата), коли султан Мурад І спостерігав за дівчатками. На початку XV століття назва міста в османських документах була Акче Казанлик. Сучасний спосіб написання назви пов'язаний з російськими військовими, які здійснюють кілька військових дій на Балканському півострові. Це супроводжувалося підготовкою топографічних карт з характерною слов'янською транскрипцією.

## Релігії
Найбільш численними є представники православного християнства. У місті є також церкви та представники інших гілок християнської віри: протестантизм — п'ятидесятники; баптисти; адвентисти і католики — це місія салезіантів дона Боско.

### Православні храми

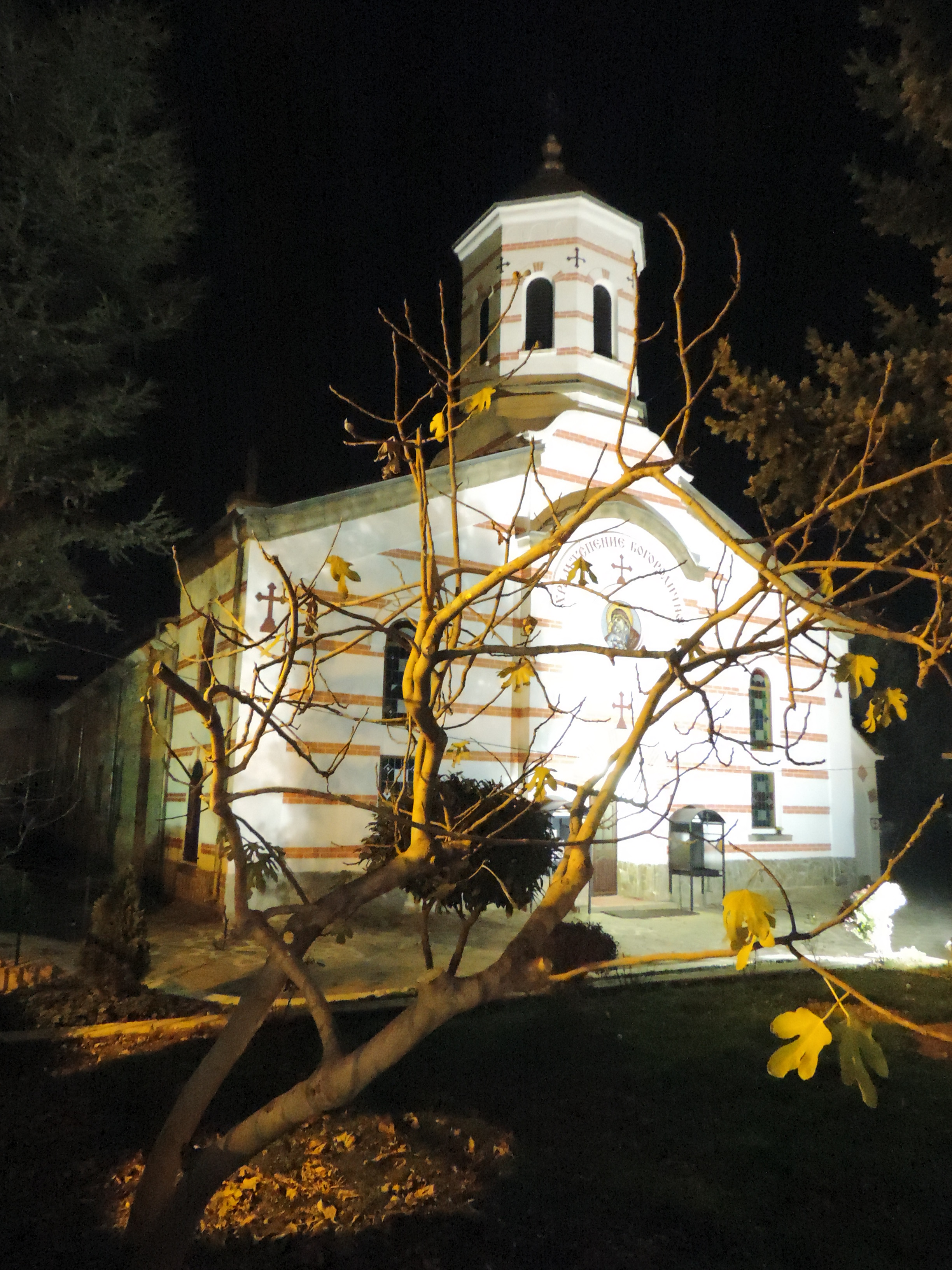
Нічна світлина Успенської церкви

- Православна церква «Різдво Христове»
- Собор Святого Іоанна Хрестителя
- Православна церква святого пророка Іллі
- Православна церква Успіння Богородичного
- Православна Церква Святої Трійці
- Православна церква при жіночому монастирі «Введення Богородиці»

### Храми інших релігійних громад
- Євангельська баптистська церква

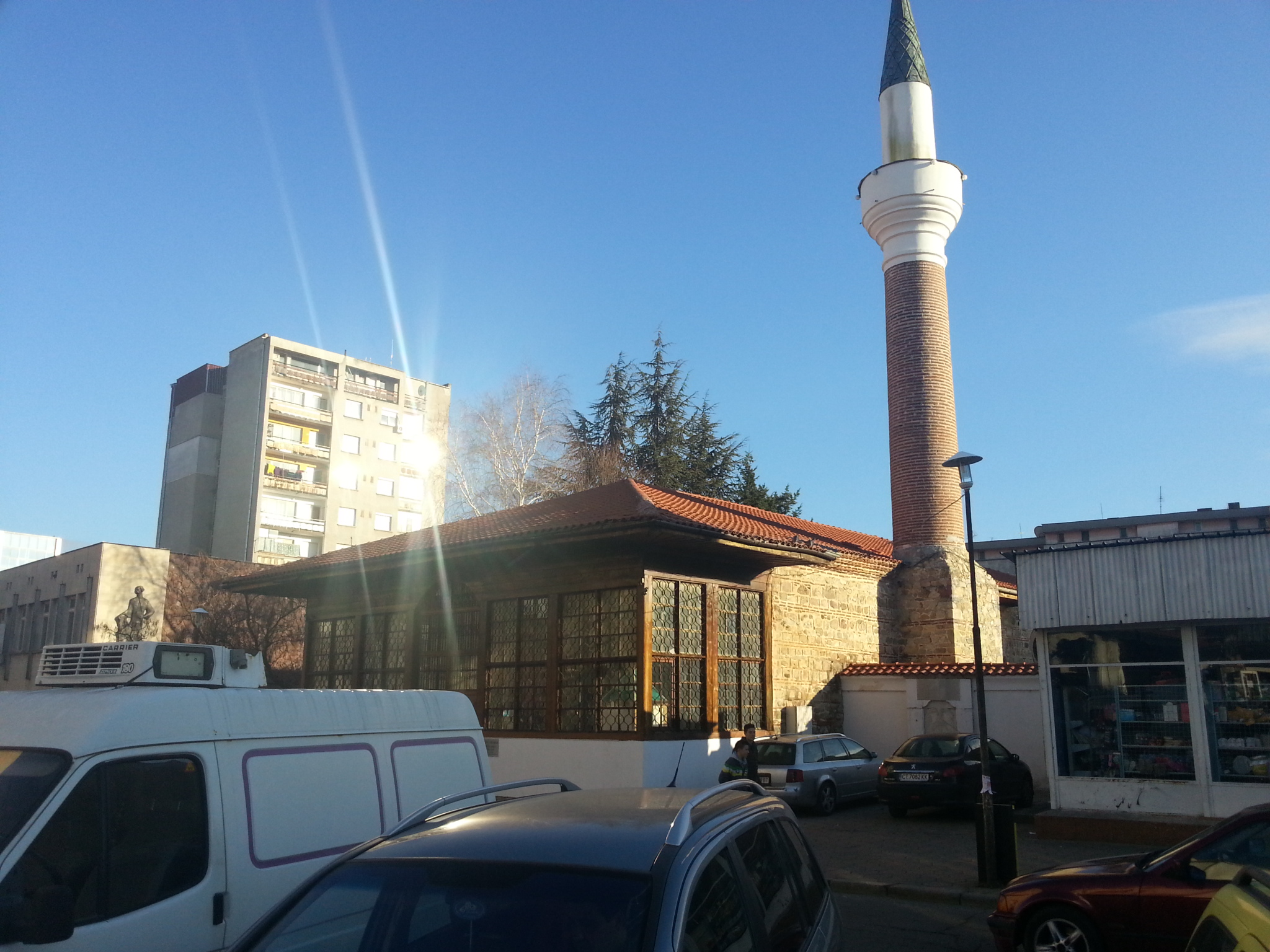
Мечеть Ескі, 1394—1412

- Католицька церква східного обряду «Св. Йосип»
- Євангельська п'ятидесятницька церква «Віфанія»
- Церква адвентистів сьомого дня
- Болгарська євангельська церква — Казанлик
- Стара мечеть (мечеть Ескі)

## Економіка

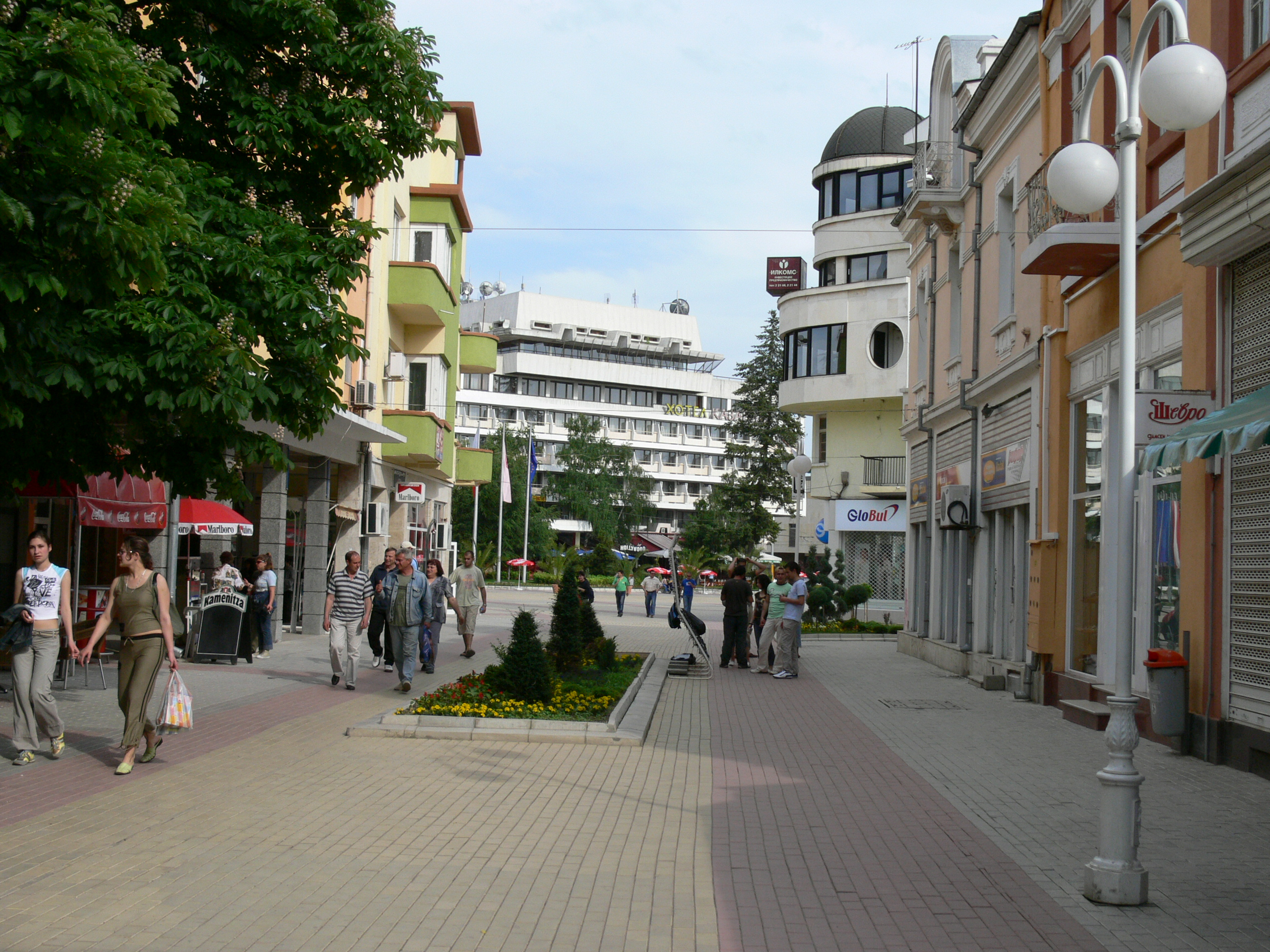
Вид центральної частини міста

У общині Казанлик активну діяльність у 2006 році здійснювала 2541 компанія. У Казанлику добре розвинене машинобудування. У місті сконцентровано близько 90 % потужностей у гідравлічному та пневматичному підсекторі країни.
Найбільш динамічним є виробництво хімічних речовин і волокон, деревообробна промисловість та текстильна промисловість.

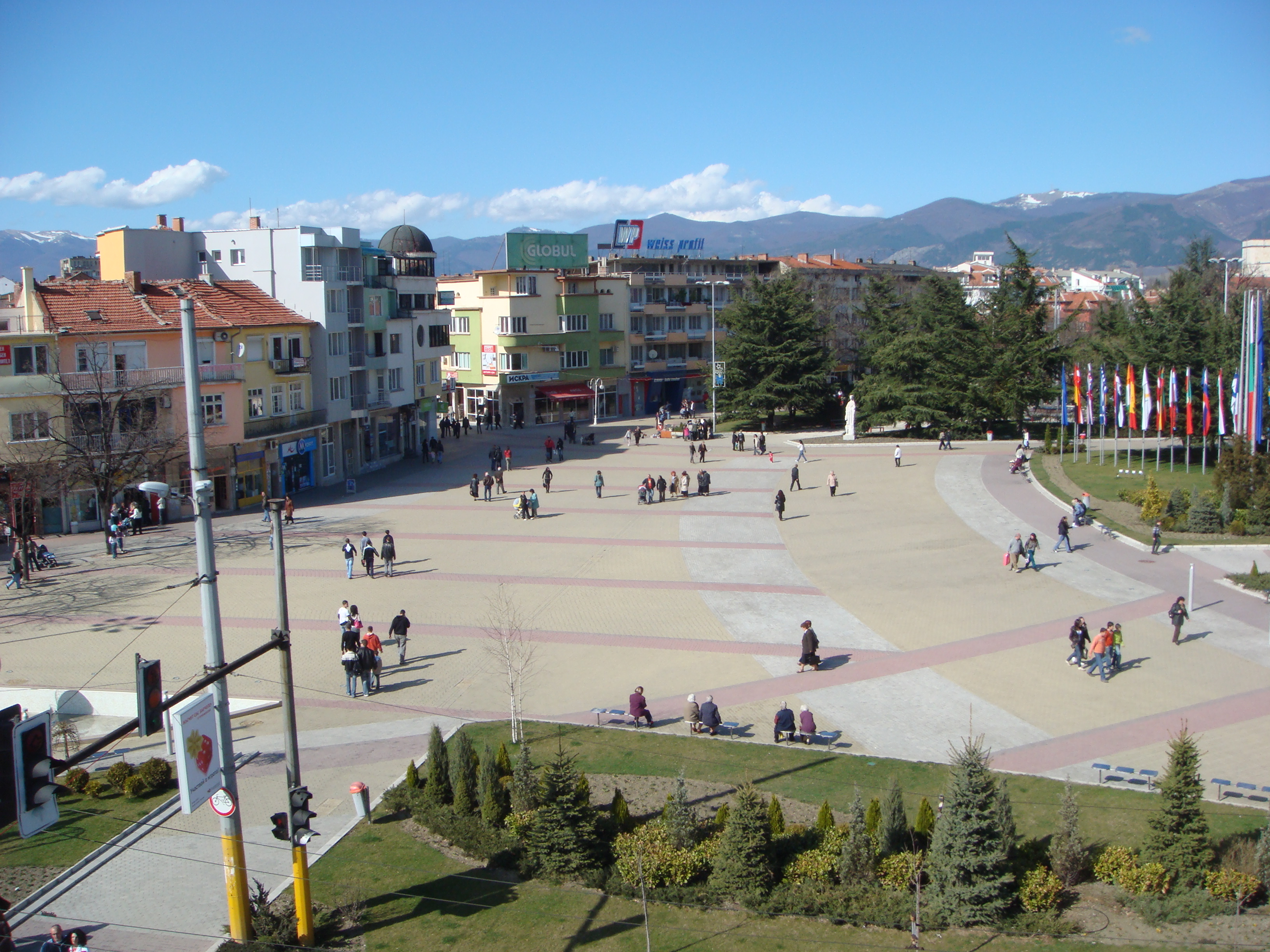
Площа Севтополіс — Казанлик

Підприємство військово-промислового комплексу «Арсенал» забезпечує роботу значної частини населення міста і прилеглих населених пунктів. ТОВ «Аркомат Болгарія» виробляє кабельні комплекти для автомобільної промисловості.
Казанлик є центром текстильної промисловості. На його території знаходяться компанії «Катекс» — виробництво вовняного текстилю; «Болгарія — К» (завод з виробництва пряжі) «Маркелі» спеціалізується на переробці молока та молочних продуктів.
Казанлик є центром з багатовіковими традиціями видобування трояндової та інших ефірних олій — м'яти, лаванди, базиліка, календули. Ціна одного кілограма болгарської трояндової олії досягає 5000 євро на міжнародних ринка.
Казанлик випускає струнні музичні інструменти. Розвивається ІТ-індустрія, продаж та обслуговування комп'ютерної та офісної техніки.
Туризм у Казанлику має відмінні передумови для майбутнього розвитку на основі близькості до мальовничого національного парку Центральний Балкан, наявності гарячих мінеральних джерела з лікувальними властивостями біля села Овоштник.

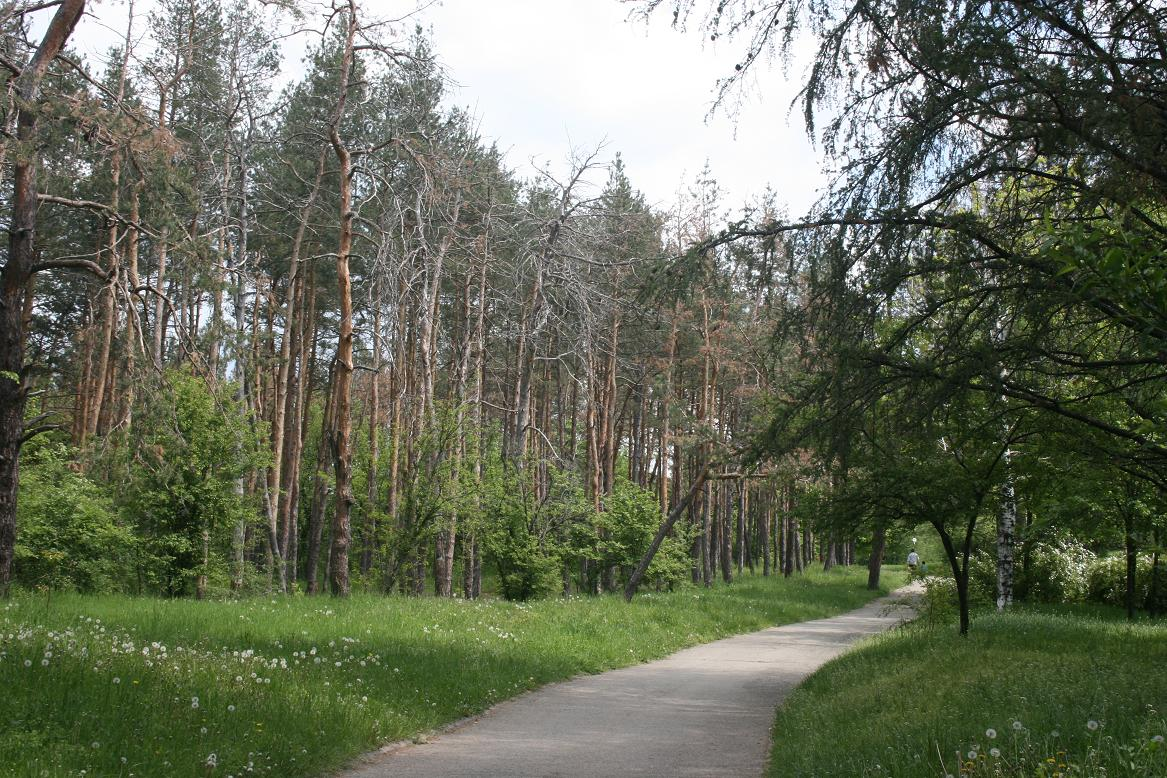
Парк Тюльбе

### Транспорт
Казанлик має залізничну станцію Підбалканської лінії Софія — Карлово — Тулово — Слівен — Бургас / Варна. Громадський транспорт представлений автобусними лініями. Автобусні маршрути № 1, 12 та 13 обслуговують громадян м. Казанлика, а решта маршрутів здійснюють перевезення пасажирів з населених пунктів інших муніципалітетів до Казанлика. Аеропорт Казанлика знаходиться неподалік від міста, поблизу села Овоштник.
До 1999 року в місті існувала тролейбусна мережа. У 2000 році 26 тролейбусів моделі DAC-Чавдар 317ETR румунського виробництва були списані. До 2012 року 90 % контактної мережі та тролейбусне депо були збережені, сподіваючись на відновлення тролейбусного руху, проте плани не були здійснені.

## Політика

### Мер
Галина Стоянова — мер м. Казанлик

### Державні установи
- Громадський центр «Іскра» — один з перших в Болгарії, заснований в 1860 році
- Громадський центр «Відроджена іскра»
- Громадський центр «Жар»
- Палац фізики закрито в 2014 році
- Національна школа фізики Феодосій Теодосієв

## Охорона здоров'я
Населення п'яти общин обслуговується лікарнею «Казанлик». У місті також є приватні лікарні.

## Освіта
На території общини Казанлика функціонують 4 початкові, 19 основних шкіл, 4 середні загальноосвітні навчальні заклади.
Казанлик — найвідоміша в країні школа фізики та прикладної математики. Її випускники отримали нагороди від міжнародних та національних олімпіад. У всіх школах є відділення інформатики. Їх кількість у всіх школах становить 310.

### Початкові школи
- Початкова школа «Георгій Кирков»
- Вища школа «Кулата»
- Початкова школа «Нікола Вапцаров»
- Школа «Мати Болгарія»
- Початкова школа «Чудомир»
- Початкова школа "Св. Хилендарський "
- Початкова школа «Антон Страшиміров»

### Гімназії
- Профільна гімназія "Св. Кирила і Мефоді "
- Професійна гімназія легкої промисловості та туризму
- СУ «Екзарх Антім I»
- Гімназія «Академік Петко Стайнов»
- «Нікола Обрешков»
- «Іван Гаджиєнов» — * Гімназія транспорту
- Національна школа пластичного мистецтва і дизайну "Акад. Дечко Узунов "
- Професійна будівельна школа

## Культура та пам'ятки

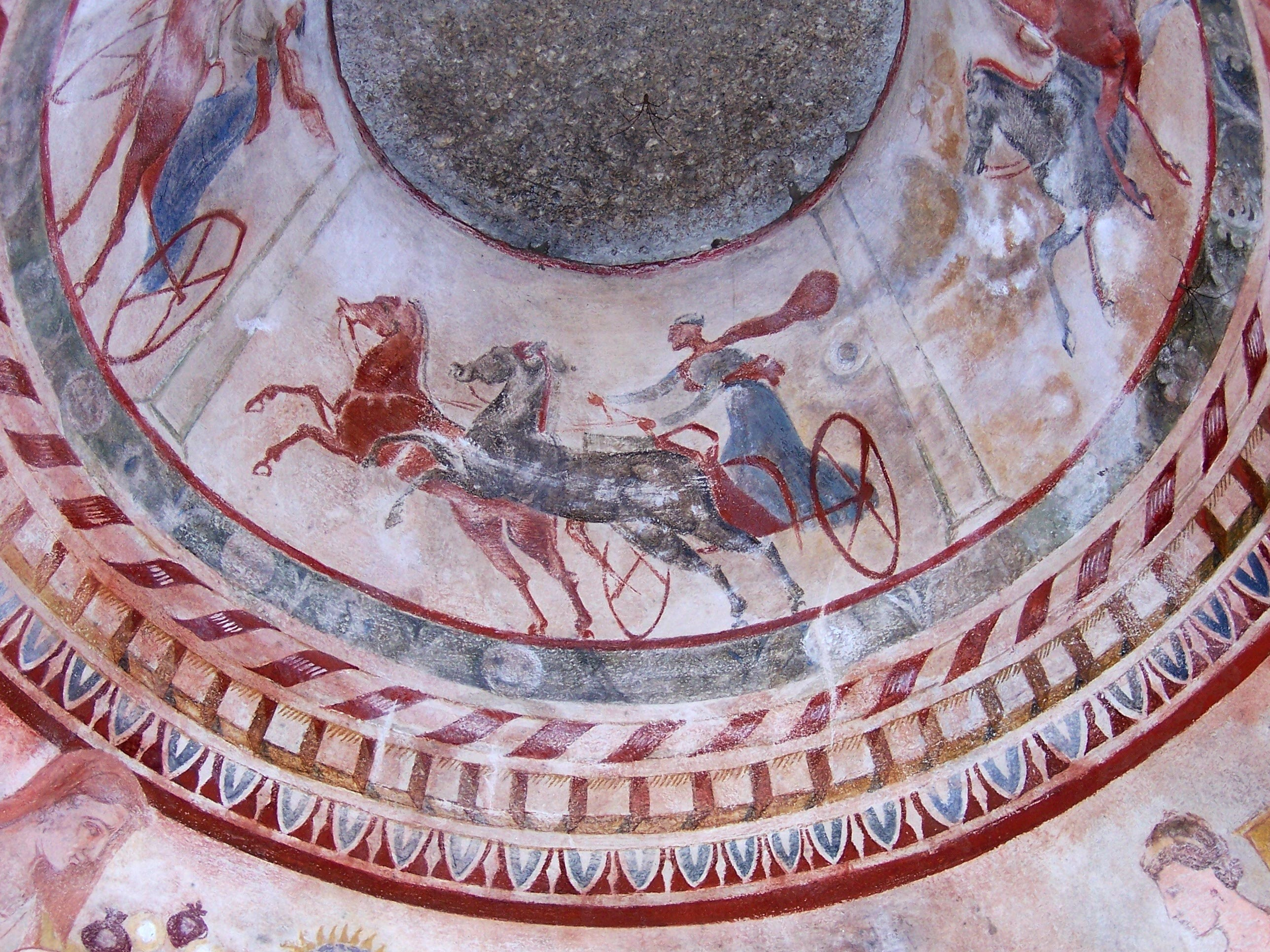
Фреска з Казанлицької могили

У Казанлику діють наступні пам'ятки Ста національних туристичних об'єктів Болгарського туристичного союзу:
- Літературно-художній музей «Чудомир»
- Національний музей «Шипка — Бузлуджа»
- Казанлицька гробниця — найкраще збережена фракійська могила в Болгарії
- Пік Шипка
- Гора Бузлуджа
- Велика Косматка — гробниця фракійського царя Севта
- Художня галерея — Казанлик
- Будинок культури заводу «Арсенал»
- Військовий клуб — Казанлик
- Кінотеатр «Іскра»
- Бібліотека «Іскра»
- Театр «Любомир Кабакчиєв»

### Музеї та інші визначні пам'ятки
- Будинок Петка Стайнова
- Палац фізики (філія Політехнічного музею)
- Будинок-музей «Чудомир»
- Будинок-музей «Ненко Балканський»
- Будинок-музей «Дечко Узунов»
- Історичний музей «Іскра»
- Музей Троянди
- Етнографічний комплекс «Кулата»
- Долина фракійських правителів
- Велика косметика
- Левовий фонтан

### Регулярні події
- Свято троянд
- Міжнародний фестиваль фольклорних танців
- Фестиваль пива «Долина троянд»
- Свята Чудомира
- Відпочинок у долині фракійських правителів
- Музичне свято «Академік Петко Стайнов»

## Відомі особистості
В поселенні народився:
- Іван Валков (1875—1962) — болгарський військовий.

## Спорт
- Стадіони: Севтополіс, Арсенал.
- ФК «Долина троянд»
- Волейбольний клуб «Казанлик»
- Альпійський клуб «Казанлик».
- Альпійський клуб «Селт».
- Клуб спортивних танців «Роза» — один з перших клубів спортивних танців в Болгарії.
- Клуб легкої атлетики «Пендарева»
- Спортивний танцювальний клуб «Кіара-Н» — тренери Микола Теньєв та Антонія Каярова.
- Шаховий спортивний клуб «Казанлик 21» заснований 2000 року